# شيل
شيل (بالفرنسية: Chelles) هي بلدية فرنسية تابعة لإقليم سين ومارن في إيل دو فرانس وتقع في شمال فرنسا وهي اليوم ضاحية لباريس ويسكنها حوالي 51053 نسمة حسب إحصائيات سنة 2007.

## توأمة
لشيل اتفاقيات توأمة مع:
- لينداو

## أعلام
- شيلبيريك الأول
- شاربيرت الأول
- شيلديريك الثاني
- هنري أنطوان جاك

## روابط
- الموقع الرسمي لعمادة المدينة

## معرض صور

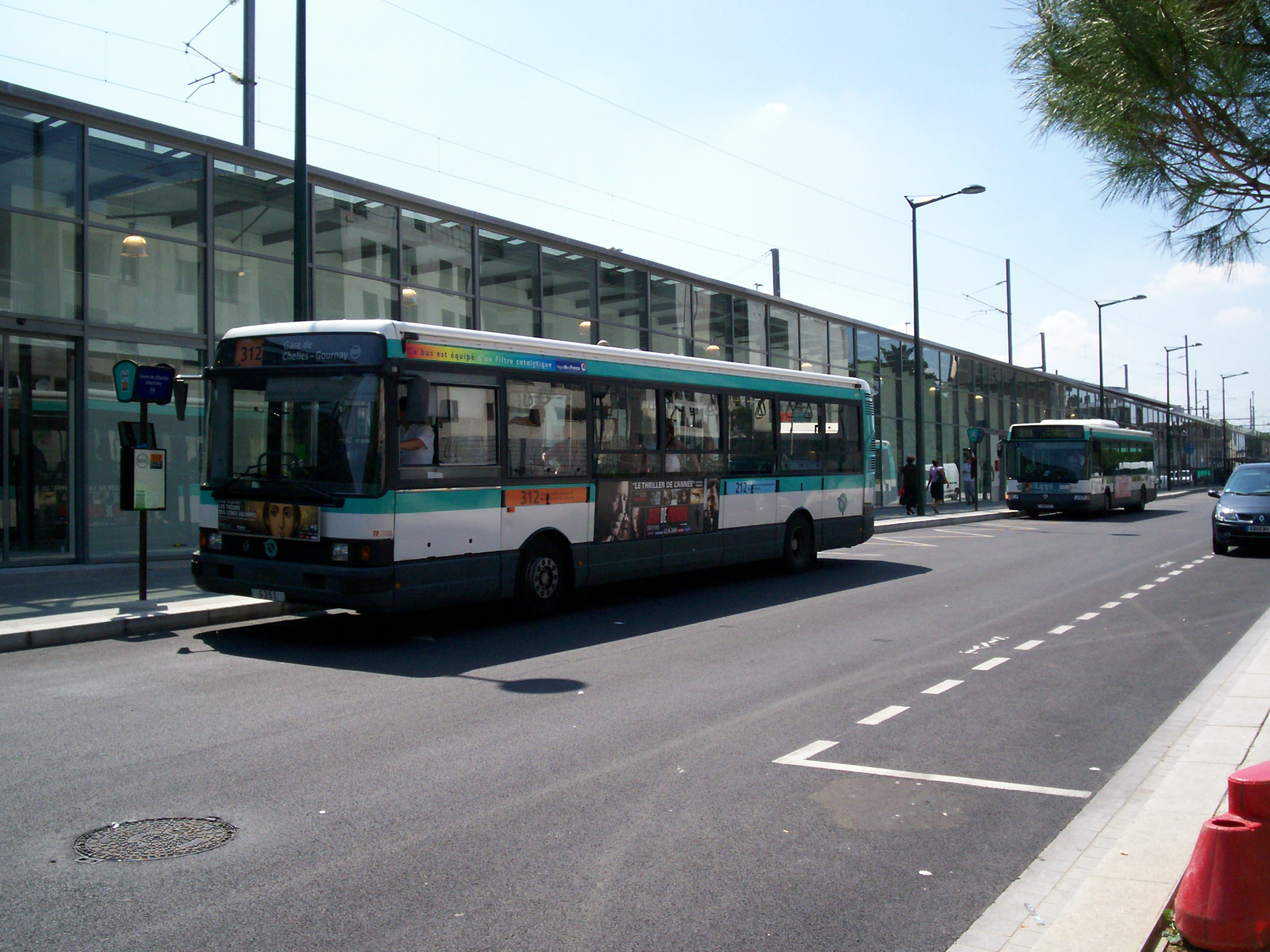
محطة قطار شيل-غورناي
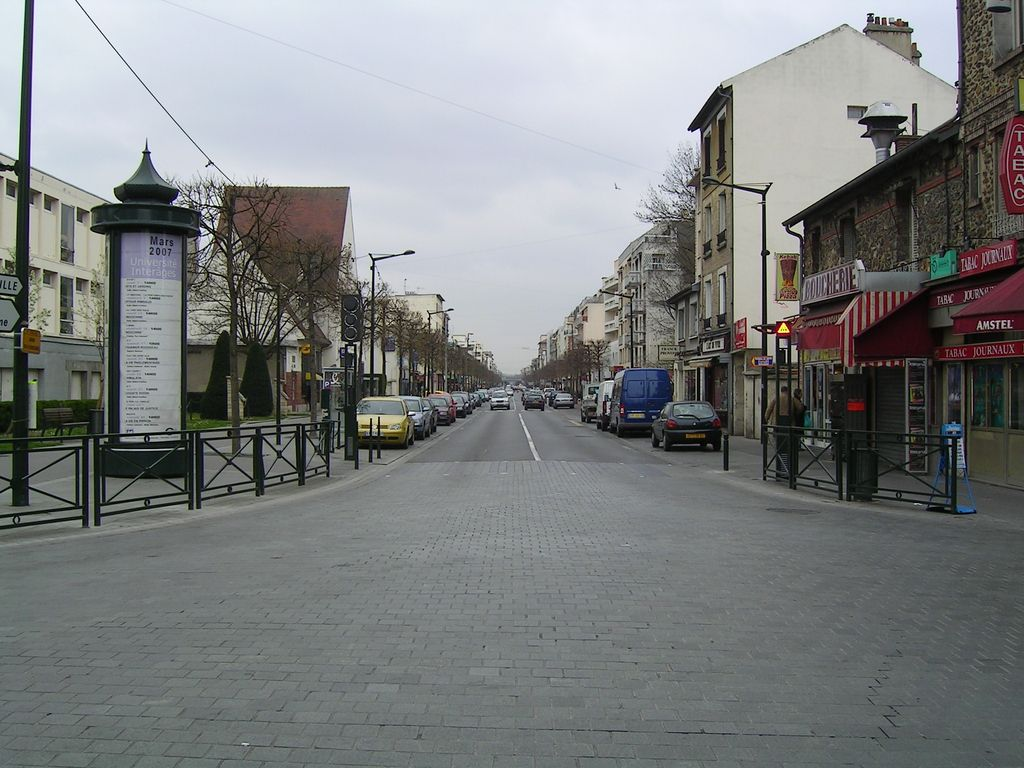
جادة النهضة
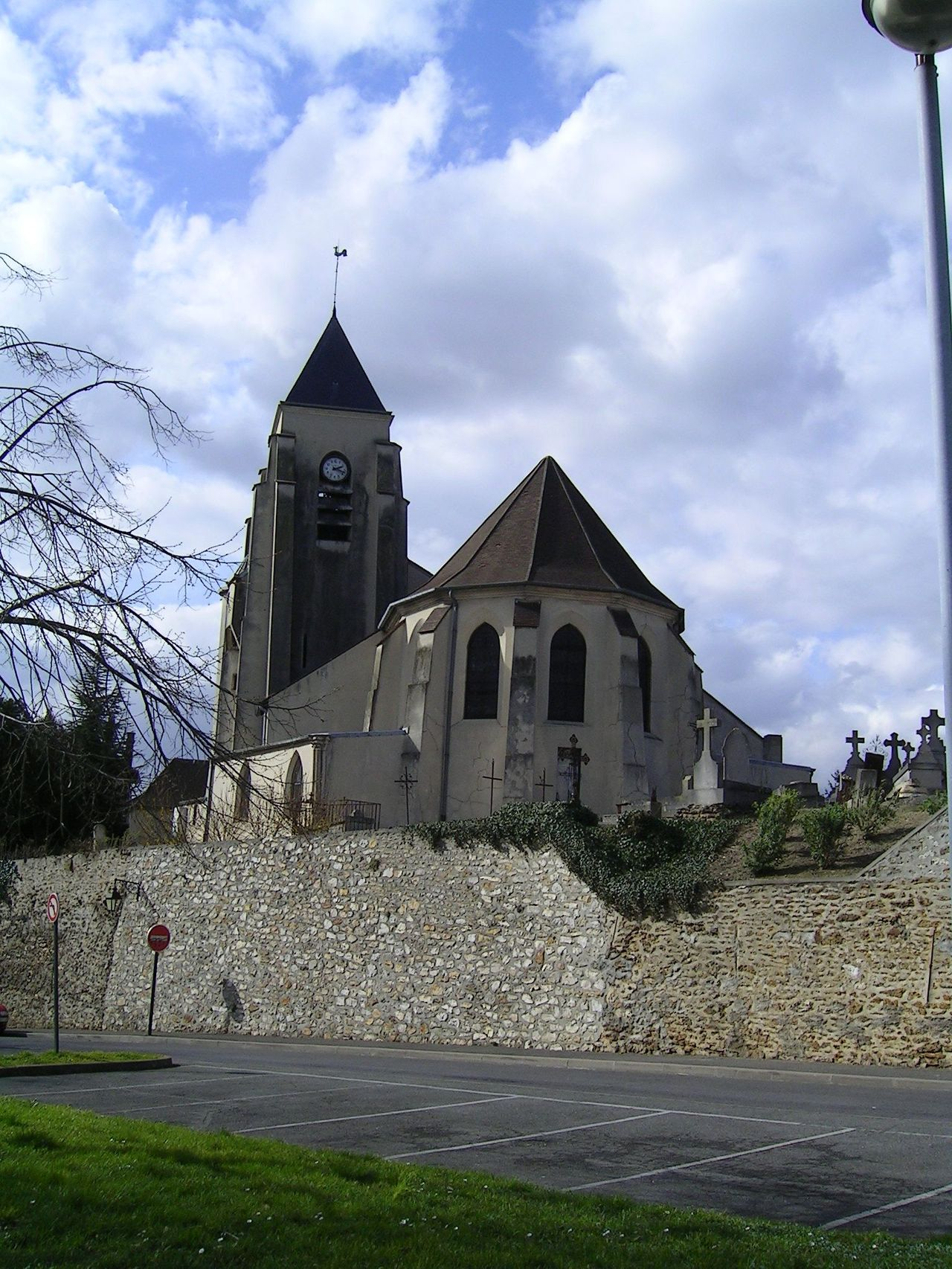
كنيسة ومدفن سان أندري
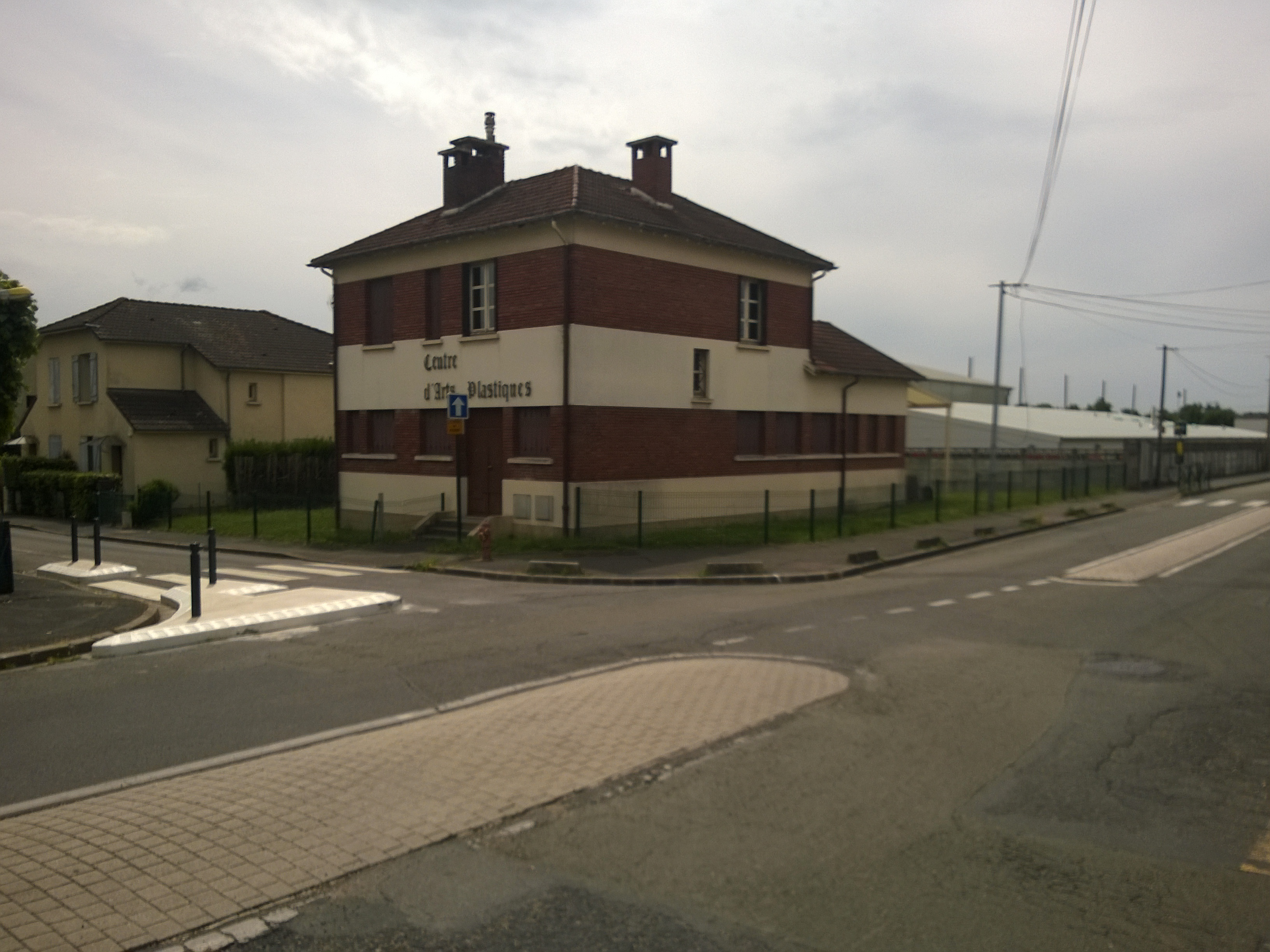
مركز الفنون البلاستيكية
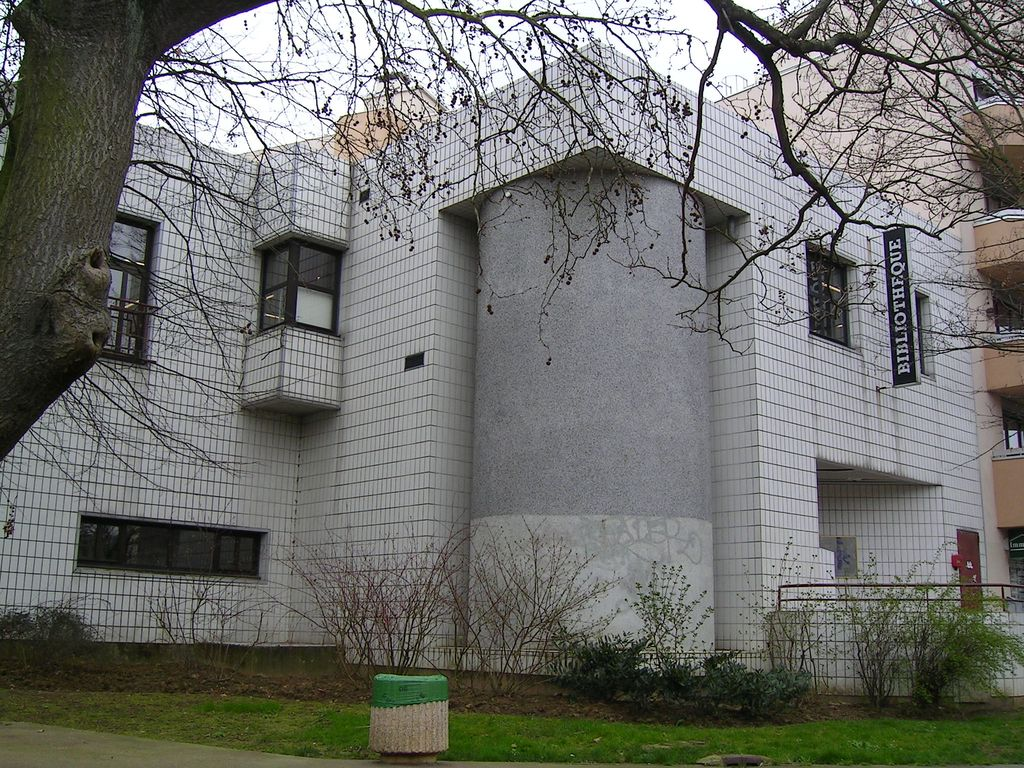
مكتبة جورج براسن
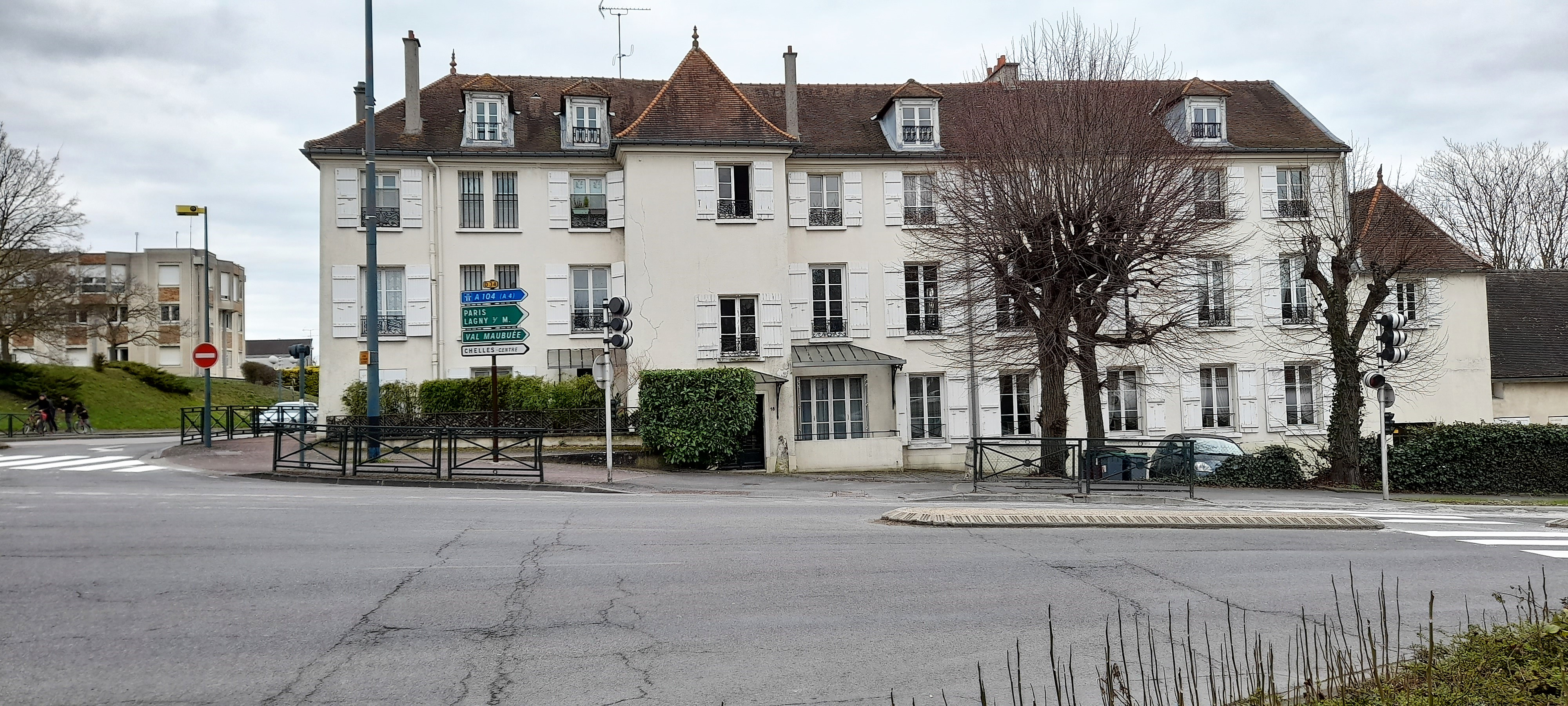
فندق الكهف